# Parafia św. Stanisława w Skórowie
Parafia pw. Świętego Stanisława Biskupa i Męczennika w Skórowie – rzymskokatolicka parafia w Skórowie. Należy do dekanatu główczyckiego Diecezji pelplińskiej. Erygowana w 1973 roku.
Parafia posiada kościół parafialny pw. św. Stanisława, wybudowany w roku 1859, poświęcony 8 maja 1947 roku, wpisany do rejestru zabytków województwa pomorskiego pod numerem 1949 z 4 maja 2017 roku, mieszczący się w Skórowie 14a oraz 4 kościoły filialne. 
Terytorium parafii obejmuje część gminy Główczyce w powiecie słupskim oraz część gminy Nowa Wieś Lęborska w powiecie lęborskim.

## Proboszczowie
| Ksiądz                | Lata pracy |
| --------------------- | ---------- |
| ks. Zbigniew Klamann  | 1971–2011  |
| ks. Waldemar Pielecki | od 2011    |

## Miejsca kultu
- kościół parafialny – św. Stanisława Biskupa i Męczennika – Skórowo 14a
- kościół filialny – Matki Bożej Różańcowej – Darżewo
- kościół filialny – św. Maksymiliana – Głuszyno
- kościół filialny – Podwyższenia Krzyża Świętego – Potęgowo
- kościół filialny – św. Jadwigi Śląskiej – Żychlin

## Zasięg parafii
- Darżewo
- Laska
- Chlewnica
- Czerwieniec
- Gaje
- Głuszynko
- Głuszyno
- Nieckowo
- Nowe Skórowo
- Piaseczno
- Potęgowo
- Runowo
- Skórowo
- Warcimino
- Węgierskie
- Żychlin